# Ernst Hug
Ernst Hug, švicarski hokejist, * 23. oktober 1910, Zürich, † april 1979, Zürich. 
Hug je bil hokejist kluba Zürich SC v švicarski ligi in švicarske reprezentance, s katero je nastopil na enih olimpijskih igrah, več svetovnih prvenstvih, na katerih je osvojil eno srebrno medaljo, ter več evropskih prvenstvih, na katerih je osvojil eno bronasto medaljo.